# Cyrtodesmus dentatus
Cyrtodesmus dentatus är en mångfotingart som beskrevs av Loomis 1964. Cyrtodesmus dentatus ingår i släktet Cyrtodesmus och familjen Cyrtodesmidae. Inga underarter finns listade i Catalogue of Life.